# Trichophysetis drancesalis
Trichophysetis drancesalis is een vlinder van de familie van de grasmotten (Crambidae), uit de onderfamilie van de Glaphyriinae. De wetenschappelijke naam van deze soort is voor het eerst voorgesteld als Hydrocampa drancesalis door Francis Walker in een publicatie uit 1859.
De soort komt voor in Maleisië (Sarawak).